# Eriborus hirosei
Eriborus hirosei är en stekelart som beskrevs av Momoi, Kusigemati och Nakanishi 1968. Eriborus hirosei ingår i släktet Eriborus och familjen brokparasitsteklar. Inga underarter finns listade i Catalogue of Life.